# C'è ma non si
C'è ma non si è un romanzo scritto da Ali Smith nel 2011 caratterizzato da giochi di parole, citazioni e doppi sensi. Nel 2012, il romanzo ha vinto l'Hawthornden Prize.

## Trama
L'elegante cinquantenne Mr Miles viene invitato da un amico appena conosciuto ad una cena organizzata dalla famiglia Lee; prima del dolce Miles si rinchiude nella stanza degli ospiti e non vuole più uscire. Nelle settimane successive i padroni di casa tenteranno di farlo parlare con chiunque lo abbia conosciuto nel tentativo di stanarlo da casa loro.
I quattro capitoli del libro hanno ciascuno il titolo di una delle quattro parole del titolo del romanzo (in lingua inglese "There but for the").
- Nel capitolo C'è è Anna a presentarsi a casa dei Lee per tentare inutilmente di far sloggiare Miles (che in realtà non vede da 30 anni).
- Il capitolo Ma presenta la storia del sessantenne gay Mark, l'uomo che ha introdotto Miles in casa Lee.
- Il capitolo Non è quello dell'anziana e malconcia May Young che fuggirà dall'ospedale per ritrovarsi tra la folla accampata di fronte a casa Lee.
- L'ultimo capitolo Si ripropone la figura inizialmente secondaria della piccola Brooke, l'unica ad aver parlato di persona con Miles segregato.